# 曹峻
曹 峻（そう しゅん、? - 259年）は、中国後漢末期から三国時代の人物。字は子安。魏の皇族。父は曹操。母は秦夫人。同母兄弟は曹玹。
建安21年（216年）、郿侯に封じられた。建安22年（217年）には襄邑侯に転封となった。
黄初2年（221年）、襄邑公に爵位が昇進した。黄初3年（222年）に陳留王となった。黄初5年（224年）には襄邑県王となった。
太和6年（232年）、再び陳留王になった。
甘露4年（259年）に死去し、陳留恭王と諡された。子の曹澳が後を継いだ。
小説『三国志演義』には登場しない。